# Bence Banó-Szabó
Bence Banó-Szabó (sinh 25 tháng 7 năm 1999) là một cầu thủ bóng đá Hungary hiện tại thi đấu cho Budapest Honvéd.

## Sự nghiệp

### Budapest Honvéd
Ngày 26 tháng 8 năm 2017, Banó-Szabó đá trận đầu tiên cho Budapest Honvéd trong thất bại 1-3 trước Debrecen ở Hungarian League.

## Thống kê câu lạc bộ
| Câu lạc bộ          | Mùa giải | Giải vô địch | Giải vô địch | Cúp     | Cúp       | Châu Âu | Châu Âu   | Tổng    | Tổng      |
| Câu lạc bộ          | Mùa giải | Số trận      | Bàn thắng    | Số trận | Bàn thắng | Số trận | Bàn thắng | Số trận | Bàn thắng |
| ------------------- | -------- | ------------ | ------------ | ------- | --------- | ------- | --------- | ------- | --------- |
| Budapest Honvéd II  |          |              |              |         |           |         |           |         |           |
| 2016–17             | 1        | 0            | 0            | 0       | 0         | 0       | 1         | 0       |           |
| 2017–18             | 1        | 0            | 0            | 0       | 0         | 0       | 1         | 0       |           |
| Tổng                | 2        | 0            | 0            | 0       | 0         | 0       | 2         | 0       |           |
| Budapest Honvéd     |          |              |              |         |           |         |           |         |           |
| 2017–18             | 13       | 0            | 1            | 0       | 0         | 0       | 14        | 0       |           |
| Tổng                | 13       | 0            | 1            | 0       | 0         | 0       | 14        | 0       |           |
| Tổng cộng sự nghiệp |          | 15           | 0            | 1       | 0         | 0       | 0         | 16      | 0         |

Cập nhật theo các trận đấu đã diễn ra tính đến ngày 9 tháng 12 năm 2017.